# Synnoon
Synnoon (altgriechisch Συννοών) war ein griechischer Bildhauer aus Aigina, der am Anfang des 5. Jahrhunderts v. Chr. tätig war.
Nach Pausanias war Synnoon Schüler des Bildhauers Aristokles aus Sikyon, des Bruders des berühmten Kanachos, sowie Vater und Lehrer des Bildhauers Ptolichos. Es sind keine Werke von Synnoon bekannt, seine Stellung als Schüler und Lehrer bezeugt jedoch die enge Verflechtung der sikyonischen und der äginetischen Bildhauerschulen dieser Zeit.